# Євгена Чикаленка, 42/4
О́фісна буді́вля (бі́знес-центр «Ки́їв—Донба́с», головни́й о́фіс ба́нку «Креді́ Агріко́ль») розташована у Києві на розі вулиць Євгена Чикаленка і Гетьмана Павла Скоропадського (площі Українських Героїв). Вважається однією з найкращих архітектурних пам'яток 1990-х років і вдалим прикладом вписування нової споруди в історичний й архітектурний пейзаж міста.

## Історія ділянки

### Народна лазня Міхельсона

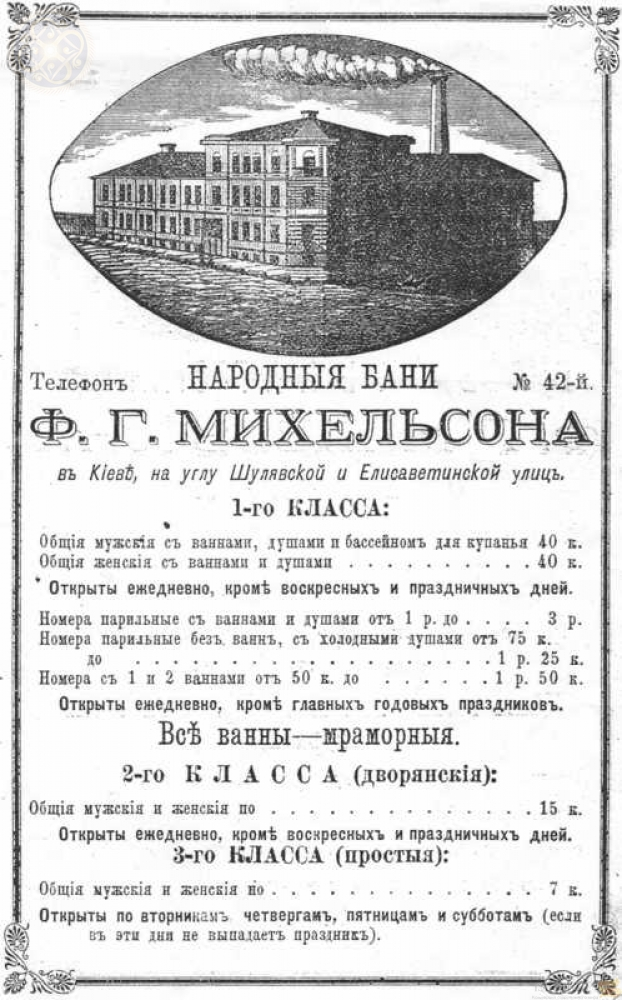
Реклама лазні Міхельсона

1874 року наріжну ділянку на сучасній площі Українських Героїв придбав Фрідріх Міхельсон, купець першої гільдії, один із найбагатших мешканців Києва. Підприємець вирішив спорудити тут лазню. Щоб забезпечити заклад водою, він проклав дерев'яні труби, які проходили під Великою Васильківською вулицею до річки Клов на Троїцькій площі. Будівельні роботи завершили 1877 року. Спочатку лазні мали два поверхи, а згодом добудували ще один.
Народна лазня Міхельсона або Караваєвська лазня (від назви Караваєвської вулиці, на якій стояло одне її крило) набула величезної популярності серед киян. У закладі були жіноче і чоловіче відділення, а також басейн, номери з окремими мармуровими ваннами, перукарня, буфет.
1922 року будівлю націоналізували більшовики.
1981 року поруч відкрили станцію метро   («Площа Українських Героїв») і збудували інженерний корпус Київського метрополітену — зразок радянського бруталізму. Одним з архітекторів цих споруд був Вадим Жежерін. У ті ж роки йому замовили проєкт будинку побуту з новою громадською лазнею замість знесеної у жовтні 1987 року старої. Однак через фінансову кризу на межі 1980-х — 1990-х років будівництво заморозили. Споруда поступово обсипалась і руйнувалась.

### Бізнес-центр «Київ—Донбас»

Офісна споруда (ліворуч)

У середині 1990-х років ділянку з недобудованим об'єктом продали приватним особам. У КМДА Вадиму Жежеріну запропонували перепрофілювати споруду і завершити будівництво. Бетонні конструкції басейнів довелось знести, а приміщення пристосувати під офіси.
1996 року у будівлі відкрили бізнес-центр «Київ-Донбас». Згодом її зайняв банк «Креді Агріколь».

## Архітектура

Скульптура «Повернення Архипенка» у внутрішньому дворику

П'ятиповерхову будівлю звели на схилі складної ділянки, яка виходить на площу Українських Героїв і перехрестя кількох вулиць — Великої Васильківської, Євгена Чикаленка і Гетьмана Павла Скоропадського. Іншим завданням архітектора було вписати її у неоднорідне міське середовище. Бізнес-центр оточували з одного боку житловий будинок 1950-х років архітектора Анатолія Добровольського, з іншого — споруда 1899—1901 років архітектора Михайла Артинова, а за цим будинком — інженерний корпус Київського метрополітену 1980-х років.
За визнанням архітектора Вадима Жежеріна, він прагнув балансувати між новобудом і старою забудовою, щоб створити «мозаїку різних епох».
Будівля виконана в цеглі. Таким чином створювався ефект масивної архітектури. Водночас використовували нові на той час матеріали, зокрема
колони з нержавійної сталі, гіпсокартон та інші. На будівництво запрошували будівельників з Польщі.
На верхньому поверсі мали намір відкрити ресторан. Архітектор також приділив увагу відкритому простору першого поверху. Під час проєктування виникла ідея підняти споруду й облаштувати внутрішній дворик.

## Пам'ятний знак «Повернення Архипенка»
1997 року, коли будівництво завершили, Вадим Жежерін запропонував з нагоди 110-річчя від дня народження Олександра Архипенка поставити у дворику скульптуру в стилі видатного українського скульптора. Пам'ятний знак «Повернення Архипенка» виконав Анатолій Валієв з полірованої бронзи на гранітному постаменті.